# Saskhori
Saskhori er en landsby i Mtskheta i Indbyggertallet er pr. 2014 på 332.